# 이시야마 게이키
이시야마 게이키（石山 敬貴, 1969년 12월 18일 ~）는 일본의 정치인, 민주당소속 중의원 의원이다. 미야자키현 가미군 가미 마을 출신.

## 인물
미야자키 현 후루카와 고등학교, 도호쿠 대학농학부 졸업. 도호쿠 대학 대학원 박사과정 수료. 워싱턴 주립 대학 박사연구원을 지나, 이화학연구소에서 연구원으로 근무, 벼 연구에 몰두한다. 2004년도 일본 식물 세포분자 생물학회 논문상 수상. 
민주당의 권유를 받아 이화학연구소를 퇴직, 2005년 제44회 일본 중의원 의원 총선거에서 민주당 공인으로 미야자키 현 제 4구에 입후보. 하지만 공시 직전 출마표명으로 인한 지명도 부족으로 자민당의 이토 신타로에게 약 35000표차로 패하였다.
낙선 후, 민주당 미야자키 현 제 4구 총지부장에 취임. 고향인 가미 마을로 돌아와 가업인 농업을 공부하며 정치활동을 계속하면서 다음 기회를 기다렸다.
너무 농업에 열심인 것을 걱정한 민주당 본부에서는, 후보자 교체까지 검토하였다. 하지만 스스로도 농작업에서 땀을 흘림으로써 농업에 필요한 정책을 몸으로 재인식, 고장으로의 침투에도 이어졌다. 
2009년의 제45회 일본 중의원 의원 총선거에서는 민주당 및 국민신당의 추천도 얻어 미야자키 현 제4구에 다시 입후보. 4년간의 착실한 활동으로 지명도도 높아져 정권 교체를 원하는 민주당으로의 순풍 작용으로 지지를 넓혀 이토 신타로를 약 27000표 차이로 첫 당선을 이루었다.
미야자키 제 4구는 자민당의 이토 소이치로, 신타로 부자가 오랜 기간 의석을 독점, 게다가 수상후보의 비례부활 당선조차도 1번도 허락한 적이 없는 현내 굴지의 보수왕국이었지만, 이시야마가 그 아성을 무너뜨려 정권교체를 상징하는 선거구 중 하나가 되었다.
당선후, 민주당 미야자키 현 총지부연합회 부대표로 취임.